# 谷内愛
谷内 愛（たにうち あい、1977年10月19日 - ）は、日本のミュージカル女優。福岡県出身。

## 人物・経歴
小学生の頃からジャズダンスをはじめる。
高校生の頃、『クレイジー・フォー・ユー』を観劇して刺激を受け、劇団四季入団を目指し始め、高校を卒業したのち、劇団四季のオーディションを受験するも、歌の経験がなかったため不合格となる。
その後、ニューヨークへ渡りミュージカル女優になるためのレッスンを重ね、
翌年の1998年（平成10年）にオーディションに合格し、劇団四季研究所に入所する（36期）。
研究所卒業後、『エルリック・コスモスの239時間』エマ役で初舞台を踏む。
2000年（平成12年）、彼女が劇団四季へ入団するきっかけとなった『クレイジー・フォー・ユー』のパッツィー役で、故郷である福岡の舞台に立つ。その後、『ライオンキング』ナラ役、『キャッツ』ジェリーロラム＝グリドルボーン役、ランペルティーザ役、『マンマ・ミーア!』ソフィ役と、たびたびロングラン作品の主要な役に抜擢される。
『マンマ・ミーア!』大阪公演では主役のソフィ役に定着。大阪、福岡両公演を通じてソフィ役として最多出演し、福岡公演では千秋楽にも出演する。
2009年度をもって劇団四季を退団。現在はアスタリスクに所属し女優活動を続けている。

## 出演作品
- 『エルリック・コスモスの239時間』（エマ、リンダ）
- 『雪ん子』（さくら）
- 『青い鳥』（猫のチレット）
- 『クレイジー・フォー・ユー』（パッツィー）
- 『キャッツ』（ジェミマ、ランペルティーザ、ジェリーロラム＝グリドルボーン）
- 『ライオンキング』（ナラ）
- 『マンマ・ミーア!』（ソフィ・シェリダン）
- アニメ映画 『スプリンパン まえへすすもう!』（2020年7月31日公開、スノミーメイ 役）

## 退団後
- Artist Company 響人第4回公演「Doubt」（2010年12月、APOCシアター）
- ArtistCompany響人×nanoline「お月様へようこそ」（2011年8月、ザムザ阿佐谷）
- GDK42「セイギノミカタ」（2012年12月、絵本塾ホール）